# Mizuki (luchadora)
Mizuki Kaminade (en japonés: 上撫 瑞希, Kaminade Mizuki) (Kōbe, 16 de marzo de 1995), conocida por su nombre artístico Mizuki (瑞希, Mizuki), es una luchadora profesional japonesa que ha combatido con la promoción DDT Pro-Wrestling.

## Carrera profesional

### Tokyo Joshi Pro Wrestling (2017–presente)
El 8 de abril de 2017, Mizuki debutó en la Tokyo Joshi Pro Wrestling (TJPW) donde derrotó a Maki Itoh. En julio, Mizuki participó en la Tokyo Princess Cup anual donde avanzó hasta la semifinal en la que fue derrotada por Yuka Sakazaki el 30 de julio, que era la campeona vigente en ese momento. Mizuki formó equipo con Ito en un torneo para coronar a los campeones inaugurales del Tokyo Princess Tag Team Championship, donde perdieron en la semifinal contra el equipo de Sakazaki y Shoko Nakajima el 16 de septiembre.
En 2018, Mizuki, junto con Sakazaki formaron un equipo llamado "Magical Sugar Rabbits". Ambas se enfrentaron de nuevo el 9 de junio en la Copa Princesa de Tokio, donde Mizuki perdió ante Sakazaki en la primera ronda. El 25 de agosto de 2018, Magical Sugar Rabbits derrotó a Ito y Reika Saiki para ganar el vacante Tokyo Princess Tag Team Championship. Magical Sugar Rabbits tuvo su primera defensa exitosa del título el 8 de octubre, cuando derrotó a Bakuretsu Sisters (Nodoka Tenma y Yuki Aino).
El 8 de junio de 2019, Magical Sugar Rabbits perdió el Princess Tag Team Championshipm ante Neo Biishiki-gun (Misao y Saki Akai), poniendo fin a su reinado de 287 días con 6 defensas exitosas del título. El 7 de julio, Mizuki ganó la Tokyo Princess Cup tras derrotar a Yuna Manase en la final. Después de ganar la Tokyo Princess Cup, Mizuki desafió a Nakajima, que entonces era la campeona del torneo, el 1 de septiembre, pero no tuvo éxito.
El 29 de agosto de 2020, Mizuki ganó la Copa Princesa de Tokio por segundo año consecutivo tras derrotar a Nakajima en la final, convirtiéndose en la única luchadora que ha ganado la Copa de forma consecutiva. El 7 de noviembre, en el evento principal de Wrestle Princess, Mizuki retó a su propia compañera de tag team Sakazaki por el Campeonato Princesa de Princesa, pero no tuvo éxito. El 14 de noviembre, Mizuki firmó oficialmente con TJPW.

## Campeonatos y logros
- DDT Pro-Wrestling
  - KO-D 10-Man Tag Team Championship (1 vez) - con Danshoku Dino, Yuki Iino, Asuka y Trans-Am Hiroshi[14]
  - Ironman Heavymetalweight Championship (1 vez)[15]
- Gatoh Move Pro Wrestling
  - Asia Dream Tag Team Championship (1 vez) - con Saki[16]
- Tokyo Joshi Pro Wrestling
  - Princess of Princess Championship (2 veces, actual)
  - (Tokyo) Princess Tag Team Championship (2 veces) – con Yuka Sakazaki (2)[6]
  - Tokyo Princess Cup (2019, 2020)[9][11]